# Іриноваць
44°58′ пн. ш. 15°39′ сх. д. / 44.96° пн. ш. 15.65° сх. д.
Іриноваць (хорв. Irinovac) — населений пункт у Хорватії, у Карловацькій жупанії у складі громади Раковиця.

## Населення
Населення за даними перепису 2011 року становило 130 осіб.
Динаміка чисельності населення поселення: